# Gumipitypang
A gumipitypang vagy kokszagiz (Taraxacum kok-saghyz) az őszirózsafélék (Asteraceae) családján belül a pitypang (Taraxacum) nemzetségbe tartozó növényfaj, mely Kazahsztánban őshonos. Tejnedvének viszonylag magas kaucsuktartalma miatt termesztik is: mivel nem trópusi növény, mint sok más kaucsuknövény, így a mérsékelt éghajlati övben termeszthető. Latin nevéből képzett TKS mozaikszóval is hivatkoznak rá.

## Elnevezése
A gumipitypang ironizáló, gunyoros névként született meg az 1950-es évek elején a Rákosi-korszakban, amikor a politika sikertelenül kísérelte meg a növény termesztését Magyarországon. [Az elnevezés már az 1950-es évek elejétől megjelenik ebben a formában hivatalos szövegekben, például minisztériumi előterjesztések anyagaiban is; korábban a növényt inkább kok-saghyz vagy fonetikusan írva kokszagiz néven emlegették.] A név ezt követően elterjedt, valamint megtalálható az Értelmező kéziszótárban, a Mezőgazdasági lexikonban, Moldova György Gumikutya című szatírájában és Szenti Tibor Parasztvallomások című szociográfiájában is.

## Rendszerezése
Egyes kutatók szerint a Taraxacum bicorne, a Taraxacum glaucanthum és a Taraxacum brevicorniculatum tudományos néven leírt növényfajok valójában mind a gumipitypangot jelentik, mások azonban ezeket külön fajoknak vélik. A bizonytalanság abból fakadhat, hogy a pitypangok rendkívül változatosak, ennélfogva nehéz meghúzni azt a határt, ami mentén elválaszthatók lennének az egyes fajok egymástól, azaz mely alakok, változatok tartoznak egyik fajhoz, melyek a másikhoz.

## Felhasználása
A Szovjetunió déli területein kísérleteztek hasznosításával, így termesztésbe is vonták. Gazdasági jelentősége az 1930-as és az 1940-es években (különösen a második világháború alatt) volt.
Magyarországon először a második világháború éveiben kezdtek foglalkozni termesztésével. Az akkori Magyar Királyi Földmívelésügyi Minisztérium tervkötetének 126. oldalán az olvasható, hogy a növény száraz anyagának 17%-a kaucsuk, továbbá hogy 1 katasztrális holdnyi földterületen termesztett „kok-saghys” 70 kg nyersgumit szolgáltat. Az ország akkori nyersgumi-szükségletét a növény 43 000 katasztrális hold földterületen történő termesztésével lehetett volna kielégíteni, de ezt a termelést az akkori előrejelzés szerint csak 1948-ra tudták volna elérni. Hogy a teljes önellátást már 1945-re elérjék, miniszteri biztost neveztek ki, a növény számára legmegfelelőbb termőhelyeket felkutatták az országban (erről térkép is készült), s a vetőmag-behozatali lehetőségeknek is utánajártak. A világháború befejeztével azután a politika kokszagiztermesztési szándéka eltűnt. Az 1950-es évek elején a Rákosi-korszakban a micsurini elveket követve ismét termeszteni kezdték, de mivel ennek nem lett gyakorlati jelentőségű eredménye (a magyarországi klímaviszonyok nem alkalmasak a gumipitypang megfelelő termesztésére), fel is hagytak vele.
2012-ben a japán alapítású Bridgestone foglalkozott azzal, hogy a kaucsukfából és a kőolajból gyártott gumik helyett máshonnan származó, természetes eredetű, olcsóbb, kevesebb energiát igénylő gumit állítson elő. A cég amerikai kutatási központjának vezetője, Hiroshi Mouri akkor az 1200 lehetséges növényből egyedül a gumipitypangot tartotta olyannak, amely képes kiváltani a kaucsukfából történő gumitermelést.
2017-ben a hollandiai Wageningeni Egyetem és Kutatóközpont (WUR) vezette DRIVE4EU nevű kutatási program keretében, a szintén hollandiai alapítású Apollo Vredestein gumiabroncsgyártó cég részvételével a világon először gyártottak kerékpárabroncsot a gumipitypang gyökeréből előállított természetes kaucsukból. A gumipitypangot Hollandiában termesztették, a kerékpárabroncsot pedig a németországi Friedrichshafenben mutatták be az Eurobike kiállításon. A pitypangból előállított kaucsukban több a természetes gyanta, mint a hagyományos természetes kaucsukban, s ennek köszönhetően a belőle készült gumiabroncsnak is jobb a tapadása.
2018 júliusában a Continental bejelentette, hogy a Taxagum nevű projekt keretén belül öt éven belül megkezdik a gumipitypang-alapú gumiabroncsok sorozatgyártását. Több sikeres gumipitypang-alapú prototípus után a cég egy kutatólaboratórium megnyitását tervezi a németországi Anklamban.
Foglalkoztak a szeszipari hasznosításával is, mivel a gyökeréből alkohol is kinyerhető. Ez úgy történhet, hogy a gyökérből kivonják az inulintartalmát, azt elcukrosítják, végül erjesztik. Az eljárás nem akadályozza a gumiipari célú felhasználást, mert a kaucsuktartalom az így kilúgzott gyökérállományból is eredményesen kinyerhető.